# Sistema di ancoraggio
Il sistema di ancoraggio è l'unione di profili di ancoraggio, viti e piastre che consentono il collegamento tra la struttura in calcestruzzo con i pannelli, le facciate continue, gli impianti e gli ascensori, gli elementi decorativi come parapetti o frangisole.
Il profilo di ancoraggio viene fissato al cassero prima del getto diventando così parte integrante del cemento armato che viene regolato tramite l'uso di piastre e viti.
Grazie all'uso di piastre e viti in cantiere non vengono  eseguiti fori nel calcestruzzo, ma si ha comunque la possibilità di attuare regolazioni nelle tre direzioni in modo rapido, pulito e sicuro.